# Ludwigia maritima
Ludwigia maritima är en dunörtsväxtart som beskrevs av Harper. Ludwigia maritima ingår i släktet ludwigior, och familjen dunörtsväxter. Inga underarter finns listade i Catalogue of Life.